# GoTV
GoTV (estilizado como gotv) fue un canal de televisión musical de Austria.

## Historia
El canal fue fundado por el empresario austríaco Thomas Madersbacher, quien había sido batería en el grupo austríaco Die Guten, sobre las bases de un antiguo canal de televisión por cable, TIV , que había emitido desde 1999 hasta 2001. Las emisiones de la nueva emisora comenzaron el 1 de octubre de 2002, con una cobertura limitada a Viena y Baja Austria. Con el paso del tiempo expandió su señal al resto del país mediante acuerdos con otros operadores de cable.
El 1 de abril de 2004, gotv comenzó sus emisiones en abierto a través del satélite SES Astra (19.2°E) y pasó a competir por el mercado de habla germana con los canales MTV y VIVA. La mayoría de su programación consistía en videoclips de pop, rock y música independiente, pero también contaba con espacios dedicados a entrevistas, conciertos y participación de los espectadores a través de votaciones por internet y SMS. Durante un tiempo llegó a colaborar con la emisora musical FM4, perteneciente a la radiotelevisión pública ORF.
El canal dejó de ser rentable a finales de los años 2010 debido la transformación en los hábitos de consumo musical. Después de que varias plataformas de cable lo retirasen de su paquete de canales gratuitos, Madersbacher anunció el cese de emisiones de gotv a partir del 1 de junio de 2022.